# 타포아현

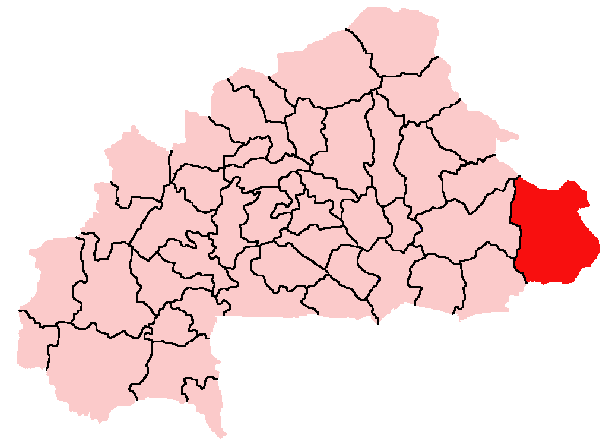
타포아현의 위치

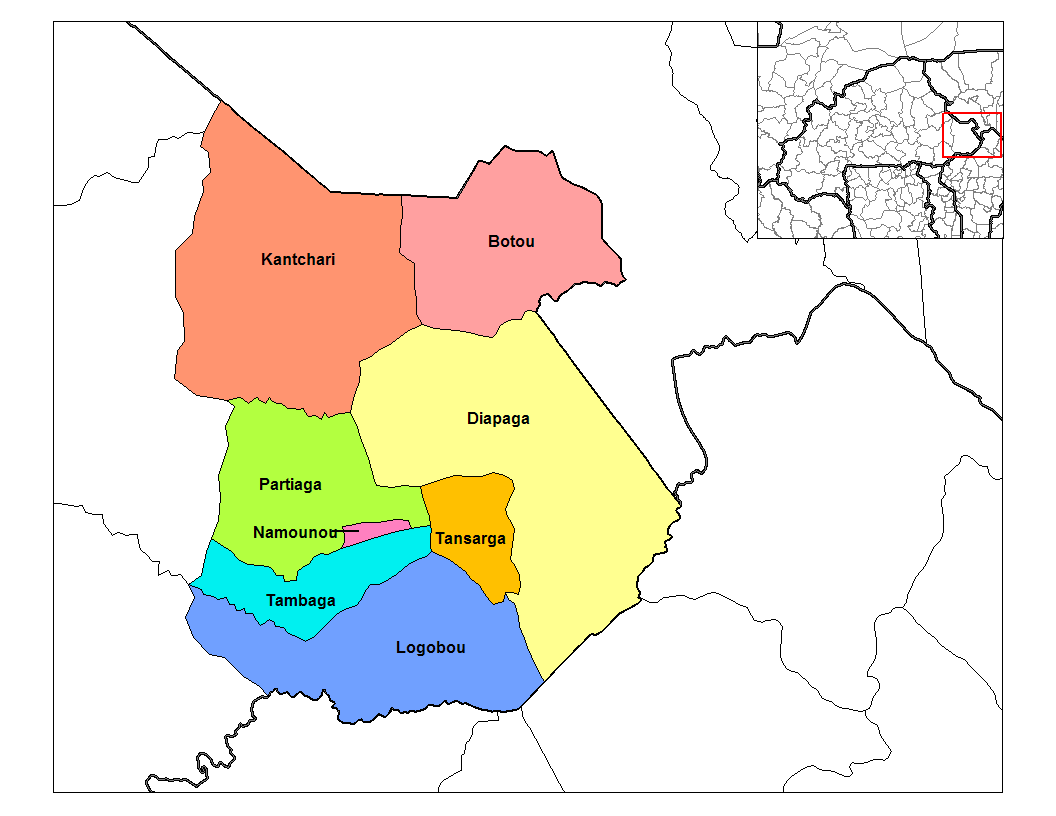
타포아현의 행정 구역

타포아현(프랑스어: Tapoa)은 부르키나파소 동부주에 위치한 현으로, 현도는 디아파가이며 면적은 14,594km2, 인구는 341,782명(2006년 기준)이다. 8개 군(보투군, 디아파가군, 칸차리군, 로고부군, 나무누군, 파르티아가군, 탐바가군, 탕사르가군)을 관할한다.

## 같이 보기
- 부르키나파소의 주
- 부르키나파소의 현